# Майкл Левітт
Майкл Левітт (англ. Michael Levitt; 9 травня 1947) — американський, британський та ізраїльський біофізик, професор структурної біології Стенфордського університету з 1987 року, член Національної академії наук США. Його дослідження лежать у галузі обчислювальної біології.
Майкл Левітт — лауреат Нобелівської премії з хімії 2013 року спільно з Мартіном Карплусом й Арі Варшелем «за розвиток багатомасштабних моделей комплексних хімічних систем».

## Біографія
Майкл Левітт народився 9 травня 1947 року у Преторії (ПАС) в єврейській сім'ї. З 1964 по 1967 навчався у Кінгс-коледж в Лондоні, який закінчив зі ступенем бакалавра наук з фізики.
У 1967—1968 роках він стажувався в Інституті Вейцмана (Реховот, Ізраїль), де працював з професором Шнеуром Ліфсоном та його учнем Арі Варшелем. Вони використовували комп'ютерне моделювання для вивчення поведінки біологічних молекул.
У 1972 році в коледжі Ґонвіл-енд-Кіз Левітт здобув ступінь доктора філософії (PhD) в галузі обчислювальної біології і продовжив постдокторське стажування в Інституті Вейцмана до 1974 року. Після цього він був прийнятий науковим співробітником Лабораторії молекулярної біології і працював там до 1979 року. З 1979 по 1987 рік працював в Інституті Вейцмана, де був спочатку доцентом, а з 1984 року — професором хімічної фізики.
З 1987 року є професором структурної біології Стенфордського університету.
Майкл Левітт має потрійне громадянство: США, Великої Британії та Ізраїлю. Близько шести місяців на рік він проводить в Ізраїлі, де живуть його дружина Ріна і троє дітей.

## Наукові дослідження
Левітт був одним з перших дослідників, які застосували молекулярну динаміку до молекул ДНК і білків; він розробив перше програмне забезпечення з цією метою. Зараз науковець також займається розробкою підходів для прогнозування макромолекулярних структур, регулярно бере участь у змаганнях КАСП. Він є науковим керівником багатьох успішних науковців, зокрема Марка Ґерштейна і Рема Семудрели.
Майкл Левітт є лауреатом Нобелівської премії з хімії 2013 року разом із Мартіном Карплусом й Арі Варшелем «за розвиток багатомасштабних моделей комплексних хімічних систем».